# 奥尔塔-达维拉里萨
奥尔塔-达维拉里萨是葡萄牙布拉干萨区的一个堂区。总面积14.58平方公里，总人口396人，人口密度27.2人/平方公里。